# سان ليجير (باد كاليه)
سان ليجير، باد كاليه (بالفرنسية: Saint-Léger, Pas-de-Calais)‏ هي بلدية تقع في إقليم باد كاليه من منطقة نور با دو كاليه في شمال فرنسا. تبلغ مساحة هذه المدينة 7.47 (كم²)، وترتفع عن سطح البحر 83 م، يبلغ عدد سكانها 413 نسمة حسب إحصاء المعهد الوطني للإحصاء والدراسات الاقتصادية سنة 2009 م. وترأس Michel Blondel البلدية خلال فترة (2008-2014).